# آن-رنه دبیان
آن-رنه دبیان (فرانسوی: Ann-Renée Desbiens‎؛ زادهٔ ۱۰ آوریل ۱۹۹۴) بازیکن هاکی روی یخ اهل کانادا است.